# 47 Ronin (2013)
47 Ronin ist ein US-amerikanischer Samuraifilm aus dem Jahr 2013 von Regisseur Carl Rinsch über die 47 Rōnin  mit Keanu Reeves in der Hauptrolle. Er lief am 6. Dezember 2013 in den japanischen, am 25. Dezember in den US-amerikanischen und am 30. Januar 2014 in den deutschen Kinos an.

## Handlung
Der gesetzlose Krieger Kai, der als Findelkind bei Walddämonen aufwuchs, schließt sich der Samuraigruppe „47 Ronin“ an, die von Ōishi angeführt wird. Sie verbindet ein gemeinsames Ziel: Rache an dem heimtückischen Fürsten Kira. Kira erreichte mithilfe von Zauberei, dass das Oberhaupt der Samurai, Fürst Asano, um die eigene Ehre wiederherzustellen, Selbstmord begehen musste, und nahm mit dem Segen des Shōguns dessen Tochter Mika, die Kai liebt, gefangen, um sie nach Ablauf einer einjährigen Trauerfrist zu heiraten. Doch damit nicht genug: Durch den Tod des Fürsten verlor die Samuraigruppe ihren Stand, und sie wurden zu Ronin.
Nun herrscht Kira uneingeschränkt über das Land und unterdrückt das Volk. Dabei unterstützt ihn die mysteriöse Mizuki, eine Hexe. Kai macht sich mit den 46 Samurai auf den Weg zu Fürst Kiras Festung, um dessen unheilvoller Herrschaft ein Ende zu bereiten, doch unterwegs erwarten sie schwere Prüfungen und Gefahren.

## Hintergrund
Im Dezember 2010 erwähnte das Studio, dass der Film im 3D-Format veröffentlicht werden soll. Zwischen März und April 2011 wurden neben Reeves fünf japanische Schauspieler gecastet. Universal Pictures suchte diese fünf aus, um die Geschichte etwas authentischer zu gestalten, anstatt Schauspieler zu casten, die den Vereinigten Staaten zuzuordnen wären. Universal stellte dem Film ein Budget von rund 170 Millionen US-Dollar zur Verfügung.
Die Dreharbeiten begannen am 14. März 2011 in Budapest. Origo Film Group wirkte außerdem beim Film mit. Die Produktion zog weiter in die Shepperton Studios, im Vereinigten Königreich. Es wurden außerdem ergänzende Dreharbeiten in Japan geplant. Reeves sagte, dass ein Teil der Szenen im Film original in der japanischen Sprache gefilmt worden seien, um die Besetzung etwas vertrauter zu machen. Die Szenen wurden ein weiteres Mal, nun in der englischen Sprache, gefilmt. Die Kostüme der Schauspieler wurden von Penny Rose designt, welche sagte:

„Wir entschlossen uns, die Kostüme auf der Kultur basieren zu lassen, allerdings haben wir eine Art Mode-Twist daraus gemacht. Und wir haben es sehr bunt gemacht, was eigentlich ziemlich ungewöhnlich für mich ist.“

Die Nachdreharbeiten sollten im Sommer 2012 in London stattfinden, verzögerten sich wegen der gleichzeitig stattfindenden Olympischen Spiele bis in den späten August 2012. Im Nachhinein fügte das Studio unter anderem eine Liebesszene mit Reeves ein, um seine Präsenz im Film zu verstärken.
Zwischen der japanischen Fassung des Films und der „westlichen“ Version bestehen einige wenige Unterschiede in unterschiedlichen Kamerafahrten sowie verlängerten Szenen. Insgesamt ergibt sich eine zeitliche Differenz von rund zwei Minuten und 30 Sekunden.

## Produktion und Einspielergebnisse
Die Produktionskosten des Films betrugen rund 175 Millionen US-Dollar. Nach mehreren Medienberichten schrieb Universal Pictures den Film und die Produktionskosten aber schon nach mehreren Tagen als Flop ab, da er bis zum ersten Wochenende in den USA nur 22,3 Millionen US-Dollar einspielte. In Japan, wo der Film zuerst startete, spielte er in den ersten beiden Tagen lediglich 105 Millionen Yen (0,7 Mio. €) ein, obwohl er in 753 Kinos anlief.

## Rezeption
Der Film erhielt gemischte Kritiken. Der Film hält bei Rotten Tomatoes ein Rating von 16 Prozent, basierend auf 89 Rezensionen und auf IMDb hält er 6,3/10 Punkten basierend auf über 156.000 Wertungen.

„Stellen Sie sich vor, Hollywood würde die Nibelungen-Sage neu verfilmen wollen. Mit riesigem Aufwand und einem hohen Budget, weshalb es außer einem toll getricksten Drachen auch noch Trolle, Feen und Werwölfe als Zugabe gäbe. Und mit einem internationalen Star an der Seite von Siegfried, der allerdings viel besser aussehen würde und der größere Kämpfer ist, der sowohl alle entscheidenden Schlachten gewinnt als auch das Herz eines reizenden Burgfräuleins […]
Und so kämpft, liebt und leidet eben Reeves an vorderster Front und degradiert die 47 Ronin zum leicht verkitschten dekorativen Hintergrund. Die fernöstliche Legende und die westliche Blockbuster-Mentalität ergeben dabei mitnichten ein stimmiges Ganzes.“

„Konsequent düsteres, überraschend authentisches, aber oft auch emotional unterkühltes Epos mit fantastischen Schauwerten.“

## Fortsetzung
Eine Fortsetzung soll von Aimee Garcia und AJ Lee geschrieben werden. Die Regie übernimmt Ron Yuan, der eine Mischung aus Martial Arts, Horror, Cyberpunk und Actionfilm erschaffen möchte. Der Film wurde über die Zeit zu einem Erfolg im Stream, weshalb die Fortsetzung auch von Netflix finanziert wird.